# Danh sách sân bay
- Theo mã IATA: A - B - C - D - E - F - G - H - I - J - K - L - M - N - O - P - Q - R - S - T - U - V - W - X - Y - Z

- Theo mã ICAO: A - B - C - D - E - F - G - H - I - J - K - L - M - N - O - P - Q - R - S - T - U - V - W - X - Y - Z

- Danh sách sân bay quân sự

- Theo quốc gia: xem Thể loại:Danh sách sân bay

- Theo khu vực trung tâm lớn: xem Thể loại:Danh sách sân bay địa phương

- Danh sách sân bay theo tên người (tên sân bay sau tên người)

## Khác
- Danh sách sân bay quốc tế theo quốc gia